# William Stokes
William Stokes (ur. 1 października 1804 w Dublinie, zm. 10 stycznia 1878 tamże) – irlandzki lekarz. Między innymi od jego nazwiska został nazwany Zespół Morgagniego-Adamsa-Stokesa. W 1845 królowa Wiktoria mianowała go profesorem medycyny na Uniwersytecie w Dublinie. W 1875 otrzymał Pour le Mérite za Naukę i Sztukę.